# 상무인서관
상무인서관(중국어 정체자: 商務印書館, 병음: Shāngwù Yìnshūguǎn)은 중화인민공화국 베이징에 위치한 중국의 출판사이다. 1897년 상하이에서 설립되었다. 1897년에 장원제(張元濟, 1866 ~ ?)가 창립(創立). 많은 사전ㆍ총서 등(等)을 간행(刊行)했으며, 상해에 동방(東方) 도서관(圖書館)을 경영(經營)했음. 현재(現在)는 중국(中國) 본토(本土)와 대만(臺灣)에 각각(各各) 나누어 존속하고 있는 외(外)에 홍콩에 상무 인서관이 있음.